# Винету
Винету е литературен персонаж от романите на немския писател Карл Май.
Той е индианец от племето апачи. Баща му се казва Инчу-чуна, а „духовният му баща“ е немец-емигрант на име Клеки-Петра. Кожата на Винету има сребрист оттенък. Негови приятели са Олд Шетърхенд, Олд Файерхенд и др. Почитан навред, многобройните му качества и достойнства са измерими само с тези на Олд Шетърхенд. Двамата са кръвни братя и почти винаги са заедно. Убит е от отряд на сиусите при спасяването на група бели заселници. Преди смъртта си Винету изповядва пред Олд Шетърхенд, че се чувства християнин.
Образът на Винету е идеализиран образ на индианските народи в творчеството на Карл Май. Той е пример за потенциала на „червената раса“ и за високия морал, който биха могли да достигнат индианските народи при подходящо поведение спрямо тях от страна на „носителите на цивилизацията“.
В киното образът на Винету е известен най-вече от германо-френско-италианските филмови продукции, където ролята на индианския вожд се изпълнява от френския актьор Пиер Брис.
В България и в бившите социалистически страни, особено популярен е Гойко Митич в изпълнение на ролите на знаменити индиански вождове, който също е наричан и „Източният Винету“, но не е играл ролята му чак до 2002 г.